# Myripristis clarionensis
Myripristis clarionensis là một loài cá biển thuộc chi Myripristis trong họ Cá sơn đá. Loài này được mô tả lần đầu tiên vào năm 1897.

## Từ nguyên
Từ định danh clarionensis được đặt theo tên của đảo Clarión, đảo cực tây của quần đảo Revillagigedo, nơi mà mẫu định danh của loài cá này bị bắt bởi một con chim điên nhưng vẫn ở trong tình trạng tốt khi tác giả lấy được mẫu vật này.

## Phân bố và môi trường sống
M. clarionensis có phân bố nhỏ hẹp ở Đông Thái Bình Dương, và hiện chỉ được biết đến tại quần đảo Revillagigedo và đảo Clipperton.
M. clarionensis sống ở vùng nước có độ sâu khoảng 5–50 m, thường được tìm thấy trong các hang của rạn san hô.

## Nguy cấp
Do có phân bố nhỏ hẹp và chỉ được tìm thấy trong các hệ thống hang động san hô nên M. clarionensis rất dễ bị ảnh hưởng từ các sự kiện ấm lên toàn cầu hay dao động phương Nam (ENSO). Vì vậy, M. clarionensis được xếp vào nhóm Loài sắp nguy cấp theo Sách đỏ IUCN.

## Mô tả
Chiều dài cơ thể lớn nhất được ghi nhận ở M. clarionensis là 18,3 cm.
Số gai ở vây lưng: 11; Số tia vây ở vây lưng: 13–15; Số gai ở vây hậu môn: 4; Số tia vây ở vây hậu môn: 11–12; Số vảy đường bên: 40–47.